# 이본 엘리먼

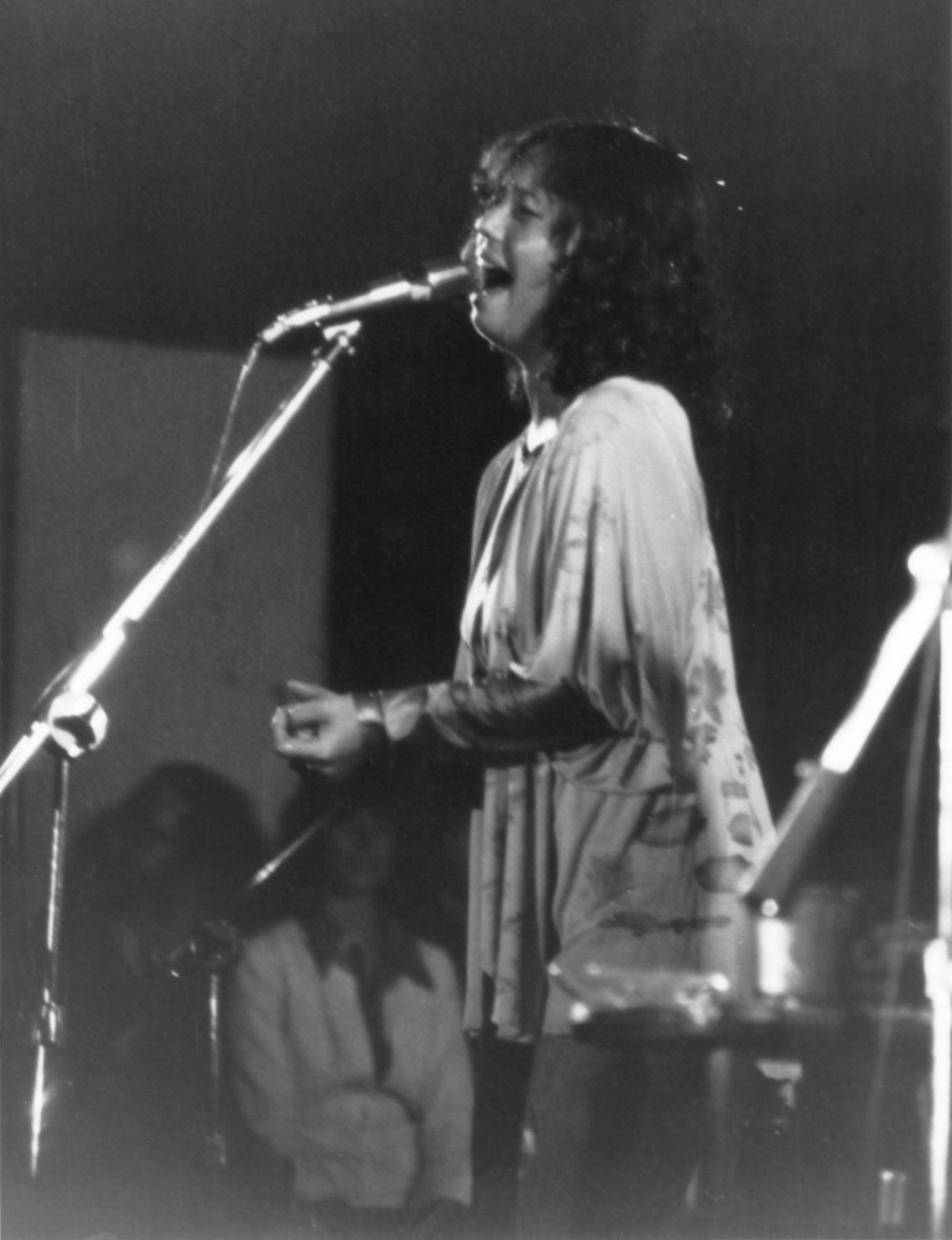

이본 엘리먼(Yvonne Elliman, 1951년 12월 29일 ~ )는 미국의 가수, 배우, 작곡가 겸 작사가, 연극 배우, 영화배우, 싱어송라이터이다.
호놀룰루에서 태어났다.

## 영화
- 서전트 페퍼스 론리 하츠 클럽 밴드 (1978년)
- 지저스 크라이스트 슈퍼스타 (1973년)
- 하와이 5-0수사대 (1968년)